# Giovanni Cesare Pagazzi
Mons. Giovanni Cesare Pagazzi (* 8. června 1965, Crema) je italský katolický kněz a biskup, titulární arcibiskup v Belcastru a archivář Vatikánského apoštolského archivu.

## Stručný životopis
Narodil se v městě Crema, sídle diecéze, ale rodina žila v obci Pandino v diecézi Lodi. Po studiích v semináři byl v roce 1990 vysvěcen na kněze pro diecézi Lodi.  Po vysvěcení působil v diecézní pastoraci, studoval k doktorátu z teologie na Gregoriánské univerzitě v Římě: v roce 1994 obdržel licenciát, roku 1996 doktorát s názvem "Ježíšova jedinečnost jako kritérium jednoty a odlišnosti v Církvi".

### Akademická kariéra
V letech 1995–2005 byl řádným profesorem ekleziologie, christologie a antropologie v semináři "Collegio Alberoni" v Piacenze, od roku 1996 profesorem christologie a ekleziologie ve sjednoceném semináři diecézí Lodi a Cremona, v letech 2003–2004 vyučoval christologii na teologickém studiu v Boloni, 2006–2007 na Institutu pastorální liturgiky  sv. Justiny v Padově, 2006–2009 na teologické fakultě Emilie-Romagny, 2008–2009 na Papežské teologické sicilské fakultě sv. Jana Křtitele v Palermu, od září 2008 na Institutu pro vyšší náboženské vědy v Lodi, na Teologické fakultě severní Itálie v Miláně v letech 2009–2010 a 2013–2014, v letech 2003–2011 a znovu od roku 2015 byl direktorem teologického studia v Lodi. V letech 2013–2014 byl hostujícím profesorem na Gregoriánské univerzitě. V letech 2014–2015 byl profesorem teologické estetiky na Umělecké akademii Brera v Miláně a zároveň profesorem systematické teologie na torinské pobočce Papežské salesiánské univerzity. Od října 2019 je řádným profesorem ekleziologie a rodinného společenství na Papežském teologickém institutu sv. Jana Pavla II. pro vědy o manželství a rodině, je koordinátorem vědeckého výzkumu na tomto institutu a členem jeho vedoucí skupiny. 
Od roku 2009 je zodpovědným za formaci trvalých jáhnů v diecézi Lodi.

### Působení v římské kurii
29. října 2021 jej papež František jmenoval konzultorem Dikasteria pro nauku víry, dne 26. září 2022 byl jmenován sekretářem pro vzdělávání Dikasteria pro kulturu a vzdělávání.
28. března 2025 byl ustanoven archivářem Vatikánského apoštolského archivu a knihovníkem Vatikánské apoštolské knihovny.

### Biskupské svěcení a působení
Papež František jej 30. listopadu jmenoval titulárním arcibiskupem v Belcastru, biskupské svěcení přijal 10. února 2024 v Katedrále v Lodi.

## Publikace
- Giovanni Cesare Pagazzi, La singolarità di Gesù come criterio di unità e differenza nella Chiesa, Milano, Glossa, 1997, ISBN 978-8871050652.
- Giovanni Cesare Pagazzi, Il polso della verità. Memoria e dimenticanza per dire Gesù, Assisi, Cittadella, 2006, ISBN 978-8830808386.
- Giovanni Cesare Pagazzi, Il prete oggi. Tracce di spiritualità, Bologna, EDB, 2010, ISBN 978-8810512036.
- Giovanni Cesare Pagazzi, Sentirsi a casa. Abitare il mondo da figli, Bologna, EDB, 2010, ISBN 978-8810405963.
- Giovanni Cesare Pagazzi, C'è posto per tutti. Legami fraterni, paura, fede, Milano, Vita e Pensiero, 2013, ISBN 978-8834325162.
- Giovanni Cesare Pagazzi, Fatte a mano. L'affetto di Cristo per le cose, Bologna, EDB, 2013, ISBN 978-8810408377.
- Giovanni Cesare Pagazzi, La cucina del Risorto. Gesù «cuoco» per l'umanità affamata, Bologna, EMI, 2014, ISBN 978-8830722149.
- Giovanni Cesare Pagazzi, In principio era il legame. Sensi e bisogni per dire Gesù, Assisi, Cittadella, 2015, ISBN 978-8830807785.
- Giovanni Cesare Pagazzi, Questo è il mio corpo. La grazia del Signore Gesù, Bologna, EDB, 2016, ISBN 978-8810412190.
- Giovanni Cesare Pagazzi, Gesù mio perdona le nostre colpe..., Milano, Glossa, 2016,  ISBN 978-8871053677.
- Giovanni Cesare Pagazzi – Matteo Crimella – Stefano Romanello, Extra ironiam nulla salus. Studi in onore di Roberto Vignolo in occasione del suo LXX compleanno, Milano, Glossa, 2016,  ISBN 978-8871053769.
- Giovanni Cesare Pagazzi, Il garbo del vincitore, Milano, Paoline Editoriale Libri, 2018, ISBN 978-8831549592.
- Giovanni Cesare Pagazzi, La carne, Cinisello Balsamo, San Paolo Edizioni, 2018, ISBN 978-8892213999.
- Giovanni Cesare Pagazzi, Tua è la potenza. Fidarsi della forza di Cristo, Cinisello Balsamo, San Paolo Edizioni, 2019, ISBN 978-8892220478.
- Giovanni Cesare Pagazzi – Carla Canullo, Madri, Bologna, EDB, 2020, ISBN 978-8810572023.
- Giovanni Cesare Pagazzi, In pace mi corico. Il sonno e la fede, Cinisello Balsamo, San Paolo Edizioni, 2021, ISBN 978-8892226562.
- Giovanni Cesare Pagazzi – Franco Manzi, Il pastore dell'essere. Fenomenologia dello sguardo del Figlio, Assisi, Cittadella, 2021, ISBN 978-8830807297.